# Trøllanes
Trøllanes (dánul: Troldenæs) település Feröer Kalsoy nevű szigetén. Közigazgatásilag Klaksvík községhez tartozik.

## Földrajz

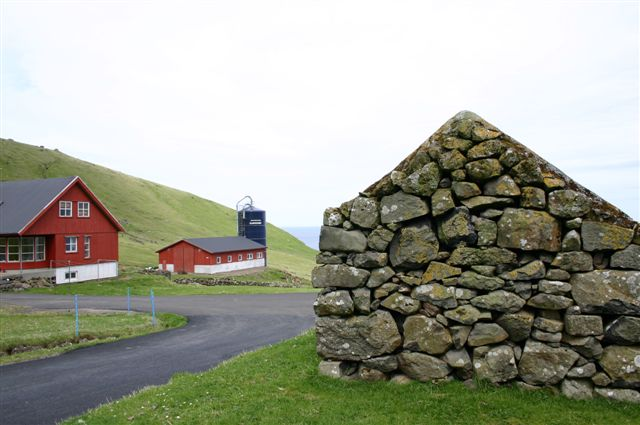
Gazdaság Trøllanesben

Trøllanes a sziget legészakibb települése; a sziget északkeleti csúcsán fekszik. A településtől sétatávolságban található Kalsoy északi csúcsa, ahol egy világítótorony, Kallur található.

## Történelem
Első írásos említése 1584-ből származik.
2005. január 1-je óta Klaksvík község része, előtte Mikladalur községhez (Mikladals kommuna) tartozott.

## Népesség
| Év              | Lakosság |
| --------------- | -------- |
| 1986. január 1. | 18       |
| 1991. január 1. | 21       |
| 1996. január 1. | 23       |
| 2001. január 1. | 23       |
| 2006. január 1. | 27       |

## Közlekedés
Déli szomszédjával, Mikladalurral 1985 óta egy 220 méteres és egy 2248 méter hosszú alagút (a Teymur í Djúpadal és a Trøllanestunnilin köti össze, előtte meglehetősen elszigetelt volt. Itt van a végállomása a szigeten közlekedő 506-os busznak.
A település az Atlantic Airways helikopterjáratával is megközelíthető.

### Külső hivatkozások
- faroeislands.dk – fényképek és leírás (angol)
- Pictures from Trøllanes[halott link], faroestamps.fo (angol)
- Fényképek[halott link], Flickr (angol)
- Panorámakép az egyik utcából[halott link] (dán)
- Trøllanes, fallingrain.com (angol)